# Mainburg
Mainburg este un oraș din landul Bavaria, Germania.
Se află la o altitudine de 422 m deasupra nivelului mării. Are o suprafață de 61,67 km² și 61,54 km². Populația este de 15.241 locuitori, determinată în 30 septembrie 2019, prin actualizare statistică[*].